# 費爾頓角
67°17′S 46°59′E / 67.283°S 46.983°E
費爾頓角是南極洲的海岬，位於恩德比地，處於哈羅普島以東6公里，在1956年根據澳大利亞探險隊的空中照片繪入地圖，以該國的空軍命名。